# Seznam poslanců Evropského parlamentu z Maďarska (2009–2014)
Toto je seznam poslanců Evropského parlamentu z Maďarska v letech 2009–2014.

## Volby 2009
Volby do Evropského parlamentu 2009 v Maďarsku proběhly v neděli 7. června 2009. Na základě výsledků voleb má 22 poslanců mandát do roku 2014.

### Výsledky voleb
V Maďarsku od podzimu 2006 došlo k výraznému poklesu preferencí vládní strany MSZP. Ještě více se strana propadla s příchodem hospodářské krize, odstupem premiéra Ference Gyurcsánye a vzniku úřednické vlády Gordona Bajnaie. Odvrat Maďarů od levice a velký růst popularity pravicových stran, především Fideszu, se projevil právě v těchto volbách, kdy Fidesz (v koalici s KDNP) získal 14 mandátů a zatímco MSZP jen 4 mandáty. Do Evropského parlamentu se také dostala pravicová strana Jobbik, která získala 3 mandáty. Konzervativní MDF obhájilo svůj jeden mandát.

## Seznam poslanců
| Strana        | Fidesz–KDNP | MSZP                                                           | Jobbik                                                               | MDF             |
| Skupina EP    | EPP | S&D                                                            | Nezávislí (AENH)                                                     | ECR             |
| Počet mandátů | 14 | 4                                                              | 3                                                                    | 1               |
| Poslanci      | 1. Pál Schmitt / Gáll Ildikó Pelczné 2. József Szájer 3. Gál Kinga 4. János Áder 5. László Surján 6. Tamás Deutsch 7. Lívia Járóka 8. György Schöpflin 9. András Gyürk 10. Csaba Őry 11. Béla Glattfelder 12. Ádám Kósa 13. Ágnes Hankiss 14. Enikő Győri / Zoltán Bagó | 1. Kinga Göncz 2. Edit Herczog 3. Zita Gurmai 4. Csaba Tabajdi | 1. Krisztina Morvai 2. Zoltán Balczó / Béla Kovács 3. Csanád Szegedi | 1. Lajos Bokros |
| Poznámky      | [ 3 ] | [ 4 ]                                                          | [ 5 ]                                                                | [ 6 ]           |

## Europoslanci maďarské národnosti z jiných zemí
Poslanci EP maďarské národnosti z členských států, kde žije maďarská menšina: 

### Rumunsko
| Jméno         | Strana                              | Evropská strana        | Politická skupina EP   |
| ------------- | ----------------------------------- | ---------------------- | ---------------------- |
| László Tőkés  | Erdélyi Magyar Nemzeti Tanács       | Evropská lidová strana |                        |
| Csaba Sógor   | Romániai Magyar Demokrata Szövetség | Evropská lidová strana | Evropská lidová strana |
| Gyula Winkler | Romániai Magyar Demokrata Szövetség | Evropská lidová strana | Evropská lidová strana |

### Slovensko
| Jméno           | Strana  | Evropská strana        | Politická skupina EP   |
| --------------- | ------- | ---------------------- | ---------------------- |
| Edit Bauer      | SMK-MKP | Evropská lidová strana | Evropská lidová strana |
| Alajos Mészáros | SMK-MKP | Evropská lidová strana | Evropská lidová strana |